# Gobierno de la República de Honduras
El Gobierno de la República de Honduras adopta constitucionalmente la forma de una democracia representativa y republicana.

## Historia
Luego de la Independencia de Centroamérica se publica en Honduras la Constitución de Honduras. En 1829 se crearon los tres poderes: Ejecutivo, Legislativo y Judicial.
Artículo 1: Honduras es un Estado de derecho, soberano, constituido como república libre, democrática e independiente para asegurar a sus habitantes el goce de la justicia, la libertad, la cultura y el bienestar económico y social.
Artículo 4: La forma de gobierno es republicana, democrática y representativa. Se ejerce por tres poderes: Legislativo, Ejecutivo y Judicial, complementarios e independientes y sin relaciones de subordinacion. La alternabilidad en el ejercicio de la Presidencia de la República es obligatoria.

## Estructura

### Poder judicial
- Datos: Q17633154